# Zorzines takemurai
Zorzines takemurai là một loài bướm đêm trong họ Noctuidae.